# Malcolm Young
Pour les articles homonymes, voir Young.
Malcolm Mitchell Young est un musicien australien d'origine écossaise, né le 6 janvier 1953 à Glasgow en Écosse et mort le 18 novembre 2017 à Sydney en Australie,, fondateur et guitariste rythmique du groupe de hard rock australien AC/DC. Il est le frère d'Alexander, George et Angus Young ; c'est avec ce dernier qu'il fonde le groupe.

## Biographie

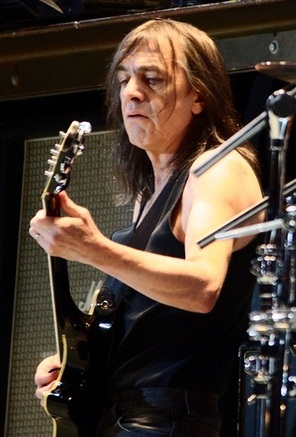
Malcolm Young en 2010.

Malcolm Young est né le 6 janvier 1953 à Glasgow en Écosse. Son père est commercial ; il a sept frères et sœur, tous font de la musique sur des instruments différents. Il émigre avec sa famille en Australie en 1963. Frère aîné d'Angus, il quitte, comme lui, l'école très tôt pour travailler. C'est son frère aîné, George, qui lui fait découvrir la guitare. Avant de fonder AC/DC en 1973, Malcolm jouait déjà dans un groupe de Newcastle (Australie) nommé Velvet Underground (à ne pas confondre avec le groupe américain The Velvet Underground) en 1971. Malcolm offre à Angus sa première guitare acoustique. Malcolm prend plus tard Angus comme guitariste soliste au sein d'AC/DC lorsqu'il remarque les prédispositions de ce dernier pour la guitare. Malcolm et Angus composent toutes les chansons d'AC/DC et écrivent toutes les paroles depuis 1990. Ses influences et admirations musicales sont principalement le blues des années 1940 (en particulier John Lee Hooker), le rock'n'roll des années 1950 (en particulier Chuck Berry), le blues-rock des années 1960 et Jimi Hendrix.
Il est considéré par ses pairs comme l'un des plus grands guitaristes rythmiques du rock, admiré pour son jeu combinant rigueur, sobriété et puissance percussive,.

### Matériel

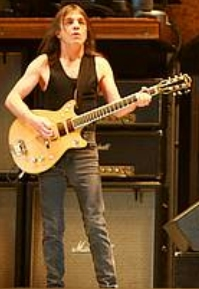
Malcolm et sa Gretsch Jet Firebird de 1963.

Tout au long de sa carrière, Malcolm utilisa principalement une Gretsch Jet Firebird double cut de 1963 (avec quelques exceptions) que lui avait donnée Harry Vanda, membre des Easybeats. Il la modifia en laissant un seul micro Filtertron en position chevalet et en retirant la peinture rouge, laissant apparaître l'érable de la table. Elle était équipée de cordes 12-56 et Malcolm utilisait des médiators Fender extra heavy 1.21mm.[réf. nécessaire]
Malcolm la nommait « The Beast » (« La Bête »).
Malcolm a également utilisé une Gretsch White Falcon de 1959, avec chevalet fixe, durant l'enregistrement de Back in Black et dans la tournée mondiale qui a suivi.
Lors de l'enregistrement de High Voltage, Malcolm n'a pas utilisé sa Gretsch habituelle mais une Gibson L5, ayant cassé le manche de sa guitare fétiche la veille de l'enregistrement. Il retira le micro manche et rajoutera un pan coupé pour la faire ressembler à "The Beast".[réf. nécessaire]
Comme son frère, Malcolm utilisait des amplificateurs Marshall (de préférence anciens) et des Wizard. En concert, il utilisait des Marshall 1959 SLP 100 watt.

### Santé et mort
Le 16 avril 2014, à la suite de rumeurs et informations contradictoires se répandant sur Internet concernant l'état de santé de Malcolm Young et une supposée maladie l'affectant, un communiqué officiel parait sur Facebook et sur le site officiel du groupe, formulé comme suit :

« Après quarante ans de vie dédiée à AC/DC, le guitariste et fondateur du groupe Malcolm Young a décidé de faire une pause au regard de ses soucis de santé. Malcolm souhaite remercier les légions de fans purs et durs à travers le monde pour leur indéfectible amour et soutien. À la lumière de cette nouvelle, AC/DC demande que la vie privée de Malcolm et de sa famille soit respectée pendant cette période. Le groupe continuera à faire de la musique. »

Le 24 septembre 2014, les médias australiens annoncent que Malcolm Young est hospitalisé dans une institution spécialisée de Sydney, « Lulworth House », traitant les maladies neuro-dégénératives. Selon le quotidien The Australian, le guitariste a eu un accident vasculaire cérébral en 2013 et souffre de démence. Les symptômes sont en fait apparus avant même le début de la composition de l'album Black Ice. Lors de la tournée qui a suivi, Malcolm devait répéter les morceaux quotidiennement pour en réapprendre les riffs et la structure. Pour l'album Rock Or Bust et le Rock or Bust World Tour, il est remplacé par son neveu Stevie Young, qui l'avait déjà remplacé lors de la tournée américaine en 1988 lorsque Malcolm était en cure de sevrage à l'alcool. Tout le long de sa carrière, il a utilisé le même matériel que Malcolm, produit le même type de jeu et le même son[réf. souhaitée] ; Stevie s'imposait donc pour le groupe comme l'unique prétendant possible au remplacement de Malcolm.
Par ailleurs, à la fin de la tournée Black Ice il s'est vu diagnostiquer un cancer du poumon. La maladie ayant été détectée à un stade précoce, l'ablation chirurgicale a été un succès. Puis il a souffert d'un trouble cardiaque non spécifié, ayant nécessité la pose d'un pacemaker ; il aurait annoncé la nouvelle à Brian Johnson sur le ton de la plaisanterie, en lui prenant la main pour taper sur sa poitrine, « comme s'il montrait une nouvelle pédale d'effet », sans se départir de son insouciance ni de son espièglerie.
Malcolm Young meurt des suites de ses ennuis de santé le 18 novembre 2017 à Sydney à l'âge de 64 ans, moins d'un mois après la mort de son frère aîné George. Après des obsèques célébrées publiquement, il est inhumé au cimetière de Waverley.

### Vie privée
Malcolm Young et Angus ont cinq frères et une sœur : Steven l'aîné (père de Stevie), Margaret, John, William, Alexander (1938-1997) et George Young. Il était marié à Linda depuis 1979. Il a eu deux enfants : un fils, Ross, et une fille, Cara.